# 베를린 하이델베르거 플라츠역
베를린 하이델베르거 플라츠역(Bahnhof Berlin Heidelberger Platz)역은 베를린 샤를로텐부르크빌머스도르프구 빌머스도르프에 있는 베를린 순환선 및 베를린 U3의 철도역이다. 메클렌부르기셰 슈트라세(Mecklenburgische Straße)와 베를린 순환선이 만나는 지점에 역사가 있으며 라인가우피어텔(Rheingauviertel)의 북쪽 경계선을 이룬다. 순환선상의 역은 1883년 슈마르겐도르프역(Schmargendorf)으로 개업했다.
1913년에는 순환선 아래에 하이델베르거 플라츠 지하철역이 개업했다. 1993년에는 S반 운행이 재개되었고 지하철과의 직접적인 환승 통로가 개통되었다. 이때부터 S반 정차역도 하이델베르거 플라츠역으로 개명되었다. 두 역사 모두 건축유산으로 지정되어 있다.

## 순환선
1883년 12월 15일 슈마르겐도르프역(Schmargendorf)으로 개업했다. 1890년부터 1892년까지 역사가 증축되었고, 네오로마네스크 스타일 대합실과 승강장으로 연결되는 통로가 건설되었다. 승강장 천장은 당시에는 목재로 건설되었다가, 1920년대에 철재로 교체되었다. 1928년 11월 6일 전철화되었다.
제2차 세계 대전 당시 연합군의 베를린 폭격의 영향을 받지 않았기 때문에 1950년대까지도 1920년대 양식을 보존하고 있었다. 베를린 장벽 건설로 인한 서베를린에서의 S반 보이콧으로 인하여 이용객 수가 줄었고, 동독 독일국영철도에서는 열차 운행과 유지보수를 최소화했다. 1980년 파업으로 인하여 영업을 중지했고 당분간 복구되지 않았다. 1980년대에는 대합실 건물이 보수되었고, 보수 공사가 완료된 후에 화재가 발생했다. 다시 보수 공사를 거친 후에는 디스코텍이 입점했다.
독일의 재통일로 인해서 S반 운영이 정상화되었고, 1993년까지 순환선 복구 공사가 진행되었다. S반 승강장이 남동쪽의 메클렌부르기셰 슈트라세 아래로 이전했고, 남쪽 출구에는 엘리베이터와 지하철역 직접 환승 통로가 설치되었다. 북쪽 출구는 도로변으로 연결되는 계단이 설치되었고, 승객 흐름이 대합실을 거치지 않게 되었다. 1993년 12월 17일 재개통과 함께 S반 역이 하이델베르거 플라츠역으로 개명되었다.

## 도시 철도
하이델베르거 플라츠 지하철역은 빌머스도르프-달렘간 지하철 건설에 포함되었다. 1913년 10월 12일에 개업했다. 당시 독립시였던 빌머스도르프에서 건설을 발주했으며, 지하철역을 통해서 부를 드러내고 빌머스도르프 시내 구간에서는 철제 기둥이 아닌 석제 기둥을 사용할 것을 지시했다. 그 결과 이 역에도 다른 역과 차별화되는 특징이 추가되었다. 지하철역 건설을 위해서 순환선 선로를 지하로 건너가야 했기 때문에 당시에는 매우 깊은 터널을 파야 했으며, 그 결과 다른 역보다 지하 깊이가 약 두 배는 깊었다. 지하역 설계는 빌헬름 라이트게벨(Wilhelm Leitgebel)이 담당했으며, 성당을 연상시키는 거대한 지하 공간 건설을 위해서 교차 궁륭을 사용했다. 승강장 양쪽 끝으로 연결되는 대합실에도 장식이 더해졌다. 주 건축 자재는 석재와 모자이크이다.
북동쪽 출입구는 역 주변 메클렌부르기셰 슈트라세(Mecklenburgische Straße) 노면 확장 공사 당시 출입구가 철거되고 도로 바깥쪽으로 이설되었다. 남쪽 출입구와 순환선 아래를 지나가는 복도는 건설 당시의 원형을 보존하고 있다. S반 승강장으로 연결되는 환승 통로는 1993년 S반 재개통 당시에 건설되었으며, 도로변 남쪽으로 가는 엘리베이터가 추가로 설치되었다.
2022년 3월 1일 도이체 포스트에서 발행한 지하철역(U–Bahn–Stationen) 우표 시리즈에 이 역을 소재로 디자인한 2.75 유로 우표가 포함되어 있다.

## 인접 철도역
베를린 버스 249, 310번과 환승 가능하다.
| 베를린 S반                           | 베를린 S반 | 베를린 S반                                 |
| ------------------------------------ | ---------- | ------------------------------------------ |
| 분데스플라츠 반시계방향 순환         | S41 · S42  | 호엔촐레른담 시계방향 순환                 |
| 호엔촐레른담 베스트엔트 방면         | S46        | 분데스플라츠 쾨니히스 부스터하우젠 방면    |
| 베를린 지하철                        |            |                                            |
| 뤼데스하이머 플라츠 크루메 랑케 방면 | U3         | 페어벨리너 플라츠 바르샤우어 슈트라세 방면 |